# 279
279 (CCLXXIX) var ett normalår som började en onsdag i den julianska kalendern.

## Händelser

### Okänt datum
- Probus besegrar burgunderna och vandalerna på Balkan.

## Avlidna
- Yochanan bar Nafcha, judisk rabbin, sammanställare av Talmud